# Leptothorax nassanowi
Leptothorax nassanowi är en myrart som beskrevs av Mikhail Dmitrievich Ruzsky 1895. Leptothorax nassanowi ingår i släktet smalmyror, och familjen myror. Inga underarter finns listade i Catalogue of Life.